# Dekanat Białogród nad Dniestrem
Dekanat Białogród nad Dniestrem – jeden z 7 dekanatów katolickich w diecezji odesko-symferopolskiej na Ukrainie.
dziekan: ks. Arkadiusz Wiącek

## Parafie
- Białogród nad Dniestrem – Parafia św. Małgorzaty Antiocheńskiej
  - prob. ks. Aleksander Wiącek (dziekan)
- Izmaił – Parafia Niepokalanego poczęcia N.M.P.
  - prob. ks. Adam Szyhewicz